# Colònia d'ocells

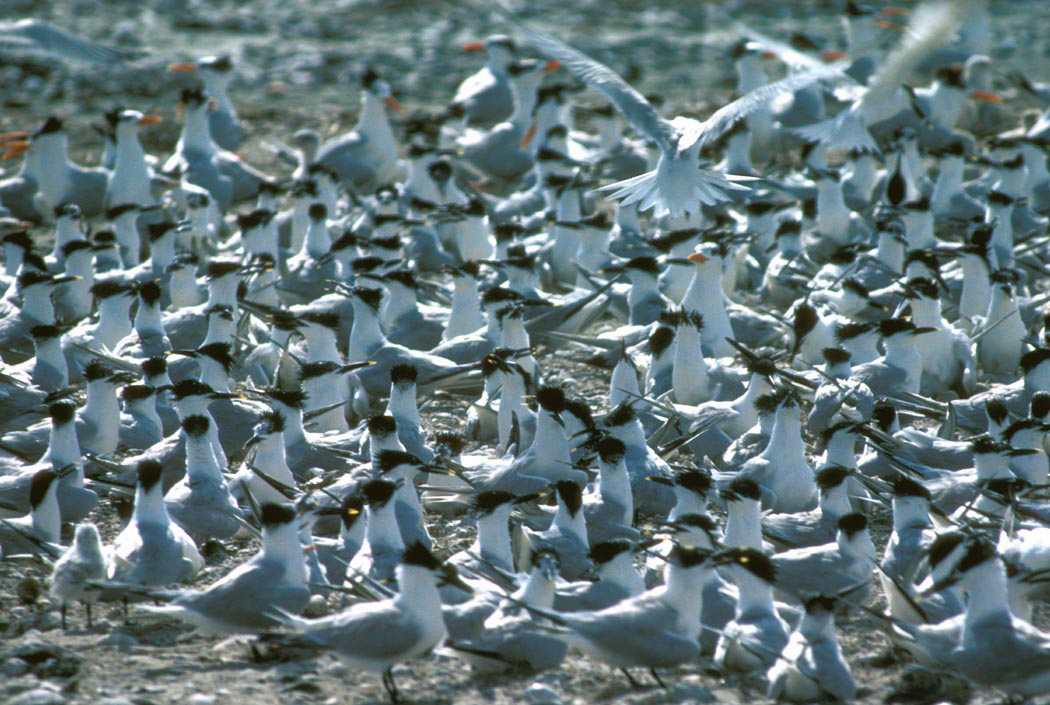
Densa colònia de xatracs becllargs

Una colònia d'ocells és una congregació d'individus d'una o més espècies d'aus que nien o descansen a prop uns dels altres, en un lloc determinat. Es coneixen molts tipus d'ocells que es congreguen en grups de mida variable. Quan aquestes congregacions es realitzen per a niar es coneixen com a colònies de cria, entre les quals hi ha les de gran part dels ocells marins, com pingüins i albatros, espècies pròpies d'aiguamolls, com els agrons, i uns pocs casos entre els passeriformes com els plocèids, determinats ictèrids i algunes orenetes. Quan l'agrupació es produeix per al descans es parla de dormidor comunal.